# Радослав Павловић (драмски писац)
Радослав (Лале) Павловић (Александровац, 8. септембар 1954) српски је писац.

## Биографија
У Београду је завршио Другу београдску гимназију. Академију за позориште, филм, радио и телевизију студирао је у Београду, дипломирао је на одсеку Драматургије. Лале Павловић је аутор бројних дела која су доживела велику популарност код публике и критике, као на пример позоришних комада Шовинистичка фарса, Мала, филмова Балканска правила (1997), Хајде да се волимо 3 (1990) са певачицом Лепом Бреном и серије Мој рођак са села (2008) рекордне гледаности
Од 2012. године био је Саветник за културу председника републике, Томислава Николића. Пре прихватања места саветника, Павловић је радио као заменик главног и одговорног уредника за културно-образовни програм на РТС-у.

## Сценариста
- 1981 - Стари Београд
- 1981 - Пикник у Тополи
- 1982 - Живети као сав нормалан свет
- 1982 - Београд некад и сад
- 1983 - Степенице за небо
- 1986 - Шовинистичка фарса
- 1989 - Прљави филм
- 1990 - Хајде да се волимо 3
- 1991 - Мала (филм)
- 1992 - Шовинистичка фарса 2
- 1996 - Шовинистичка фарса 3
- 1997 - Балканска правила
- 2000 - Видимо се у Ден Хагу
- 2003 - Волим те највише на свету
- 2008 - 2011 - Мој рођак са села
- 2021 - Бележница професора Мишковића
- 2021 - Јесење кише